# Nafi Ma'afu
Pour les articles homonymes, voir Ma'afu.
Pas d'image ? Cliquez ici

a Compétitions nationales et continentales officielles uniquement.

b Matchs officiels uniquement.
Dernière mise à jour le 7 juillet 2025.
Nafi Ma'afu, né le 18 juin 1998 à Phoenix (États-Unis), est un joueur américain de rugby à XV. Il évolue aux postes de deuxième ou troisième ligne.

## Biographie
Nafi Ma'afu débute le rugby à XV à Tempe, sa ville natale, en Arizona à l'âge de 15 ans, avant de rejoindre les Axemen du Wellington FC en Nouvelle-Zélande pour une durée de six mois,.
En juin 2017, il est sélectionné avec l'équipe des États-Unis des moins de 20 ans pour disputer les qualifications pour le Trophée mondial (en).
Lors de ce même été, il s'engage en France à l'USA Perpignan,, où il signe son premier contrat professionnel en 2021,.
En 2022, il signe pour trois saisons au Biarritz olympique. En février 2023, il subit une rupture des ligaments croisés qui met un terme à sa saison.
Il fait son retour quasiment un an après sur les terrains au mois de janvier 2024. Alors que son contrat court jusqu'en 2027, il s'engage finalement en 2025 pour l'US Montauban tout juste promue en Top 14. 